# Sovolusky (Bochov)
Sovolusky (německy Zoboles) jsou malá vesnice, část města Bochov v okrese Karlovy Vary v Karlovarském kraji. Nachází se asi šest kilometrů jižně od Bochova. Sovolusky leží v katastrálním území Sovolusky u Bochova o rozloze 4,98 km².

## Historie
Krajina v okolí vesnice byla, i přes relativně vysokou nadmořskou výšku, osídlena už v pravěku. Osídlení dokládá pohřebiště z doby halštatské prozkoumané v letech 1958 a 1961–1962. Archeologický výzkum na úpatí Jesíneckého vrchu odkryl 32 žárových hrobů. Až na několik výjimek, kdy byl popel uložen v popelnicích, převažovaly prosté jámy s nasypaným popelem. Kromě čtyř nádob byly nalezeny jen drobné milodary (železný nožík, bronzový náramek).
Ves vznikla zřejmě již někdy kolem 13. století při středověké kolonizaci zdejšího regionu. První písemná zmínka je až z roku 1543, kdy byla majetkem bochovského panství, poté náležela k panství Údrč. Po roce 1945 bylo německé obyvatelstvo vysídleno a nahrazeno dosídlenci. V obci vzniklo v padesátých letech 20. století jednotné zemědělské družstvo, jehož hospodářský areál se nachází na severozápadním okraji vesnice.

## Obyvatelstvo
Při sčítání lidu v roce 1921 zde žilo 125 obyvatel (z toho 62 mužů) německé národnosti a římskokatolického vyznání. Podle sčítání lidu z roku 1930 měla vesnice 113 obyvatel se stejnou národnostní a náboženskou strukturou.
|                                                                       | 1869 | 1880 | 1890 | 1900 | 1910 | 1921 | 1930 | 1950 | 1961 | 1970 | 1980 | 1991 | 2001 | 2011 | 2021 |
| --------------------------------------------------------------------- | ---- | ---- | ---- | ---- | ---- | ---- | ---- | ---- | ---- | ---- | ---- | ---- | ---- | ---- | ---- |
| Obyvatelé                                                             | 122  | 134  | 121  | 113  | 118  | 125  | 113  | 46   | 27   | 23   | 23   | 19   | 33   | 34   | 24   |
| Domy                                                                  | 20   | 20   | 20   | 20   | 21   | 21   | 22   | 15   | 14   | 8    | 5    | 9    | 9    | 9    | 9    |
| Počet domů z roku 1961 zahrnuje domy místních částí Hlineč a Jesínky. |      |      |      |      |      |      |      |      |      |      |      |      |      |      |      |

## Obecní správa
Při sčítání lidu v letech 1869–1950 Sovolusky byly samostatnou obcí, se kterým patřily nejprve do okresu Žlutice, ale v roce 1950 v okrese Toužim. Od roku 1964 jsou částí města Bochov v okrese Karlovy Vary. V roce 1950 k obci patřily Hlineč a Jesínky.

## Pamětihodnosti

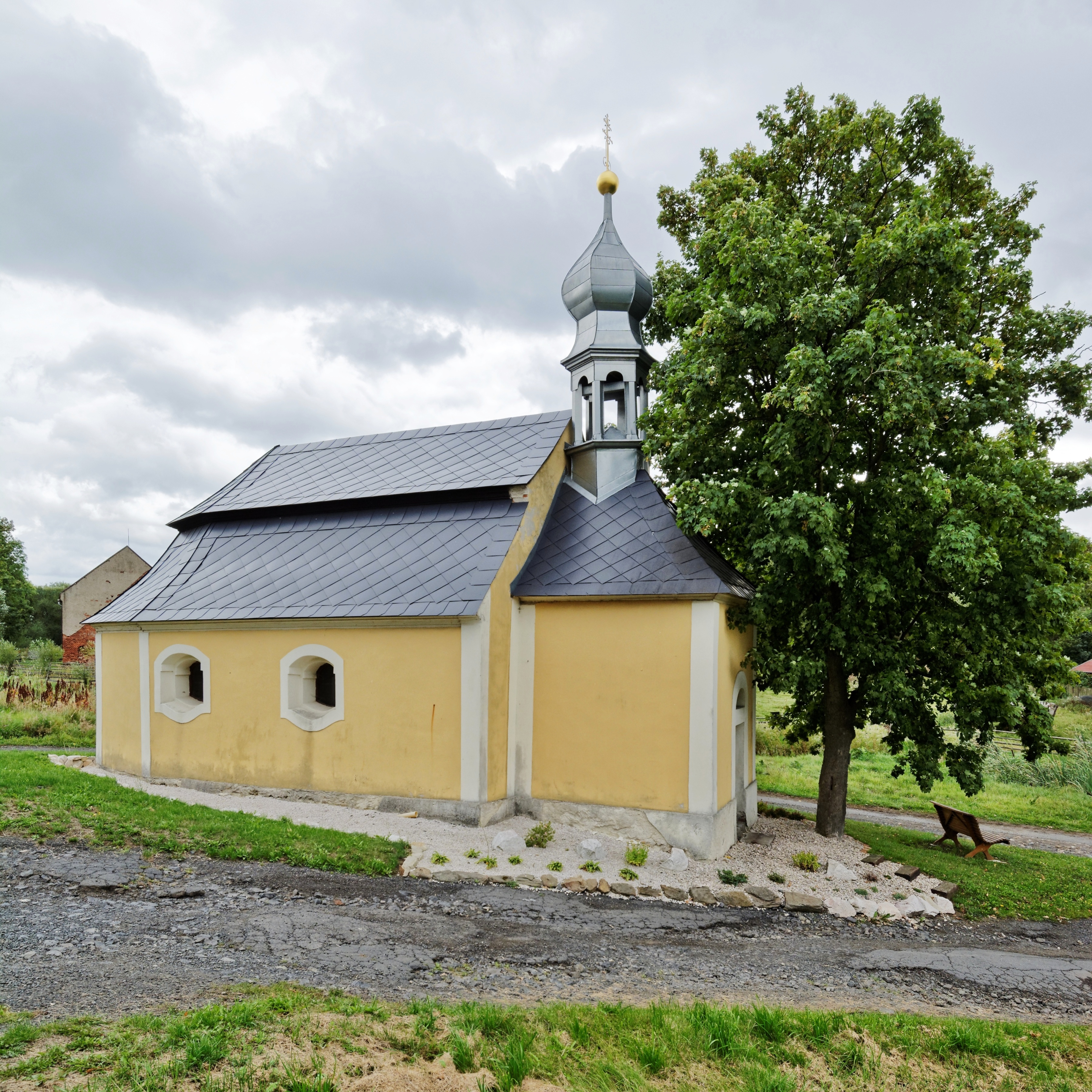
Kaple svatého Jakuba v Sovoluskách

- Kaple svatého Jakuba – v jádru barokní stavba asi z 18. století, před rokem 1841 rozšířená a přestavěná, po roce 1945 zdevastovaná, nyní postupně obnovovaná.[11]